# Govern de les Illes Balears 1991-1995
El Govern de les Illes Balears (aleshores Govern Balear) de la tercera legislatura (1991-1995) fou un govern de coalició del Partit Popular i d'Unió Mallorquina, que concorreren plegats i assoliren la majoria absoluta a les eleccions al Parlament de les Illes Balears de 1991. Per tant, Gabriel Cañellas continuà essent el cap de l'executiu autonòmic, mentre que UM, per la seva banda conservava les dues conselleries que ja tenien. No obstant això, l'any 1992, i arran d'un congrés dels mallorquinistes, part de la militància començà a desconfiar dels populars perquè pensaven que el procés de fagocitació engegat pels conservadors espanyols estava en una fase avançada. Per aquest conjunt de factors, Cañellas destitueix Maria Antònia Munar com a consellera de cultura, fet que desferma una crisi en el si de la política illenca, ja que dos dels quatre diputats d'UM passaren al Grup Mixt. No obstant això, els populars mantingueren l'estabilitat parlamentària per mor del diputat trànsfuga del PSIB Jaume Peralta.
El juny de 1993, Cañellas decideix fer una profunda remodelació del seu gabinet, tot jubilant moltes cares i introduint noves figures com ara Jaume Matas, Rosa Estaràs o Catalina Cirer.
L'executiu estigué en funcions des del 6 de juliol de 1991 fins al 3 de juliol de 1995.

## Composició
| President: Gabriel Cañellas i Fons (PP) |

| Departament                               | Titulars                           | Titulars                           | Titulars                                | Titulars                         | Titulars                         | Titulars                         | Titulars                         |
| ----------------------------------------- | ---------------------------------- | ---------------------------------- | --------------------------------------- | -------------------------------- | -------------------------------- | -------------------------------- | -------------------------------- |
| Departament                               | 6 de juliol de 1991                | 22 de setembre de 1991             | 9 de setembre de 1992                   | 30 de setembre de 1992           | 10 de febrer de 1993             | 21 d'abril de 1993               | 18 de juny de 1993               |
| Vicepresidència                           | Joan Huguet i Rotger (PP)          |                                    |                                         |                                  |                                  |                                  | Rosa Estaràs Ferragut (PP)       |
| Adjunt a la Presidència                   | Francesc Gilet Girart (PP)         | Francesc Gilet Girart (PP)         | Francesc Gilet Girart (PP)              | Francesc Gilet Girart (PP)       | Francesc Gilet Girart (PP)       | Rosa Estaràs Ferragut (PP)       |                                  |
| Economia i Hisenda                        | Alexandre Forcades Juan (PP)       | Alexandre Forcades Juan (PP)       | Alexandre Forcades Juan (PP)            | Alexandre Forcades Juan (PP)     | Alexandre Forcades Juan (PP)     | Alexandre Forcades Juan (PP)     | Jaume Matas i Palou (PP)         |
| Governació                                |                                    |                                    |                                         |                                  |                                  |                                  | Catalina Cirer Adrover (PP)      |
| Funció Pública                            | Joan Simarro Marquès (PP)          | Joan Simarro Marquès (PP)          | Joan Simarro Marquès (PP)               | Josep Antoni Berastain Díez (PP) | Josep Antoni Berastain Díez (PP) | Josep Antoni Berastain Díez (PP) | Josep Antoni Berastain Díez (PP) |
| Cultura, Educació i Esports               | Maria Antònia Munar i Riutort (UM) | Maria Antònia Munar i Riutort (UM) | Alexandre Forcades Juan (PP) (temporal) | Bartomeu Vidal Pons (UM)         | Bartomeu Rotger Amengual (UM)    | Bartomeu Rotger Amengual (UM)    | Bartomeu Rotger Amengual (UM)    |
| Agricultura i Pesca                       | Pere Joan Morey Ballester (UM)     | Pere Joan Morey Ballester (UM)     | Pere Joan Morey Ballester (UM)          | Pere Joan Morey Ballester (UM)   | Pere Joan Morey Ballester (UM)   | Pere Joan Morey Ballester (UM)   | Pere Joan Morey Ballester (UM)   |
| Comerç i Indústria                        | Cristòfol Triay Humbert (PP)       | Cristòfol Triay Humbert (PP)       | Cristòfol Triay Humbert (PP)            | Cristòfol Triay Humbert (PP)     | Cristòfol Triay Humbert (PP)     | Cristòfol Triay Humbert (PP)     | Cristòfol Triay Humbert (PP)     |
| Sanitat i Seguretat Social                | Gabriel Oliver Capó (PP)           | Gabriel Oliver Capó (PP)           | Gabriel Oliver Capó (PP)                | Gabriel Oliver Capó (PP)         | Gabriel Oliver Capó (PP)         | Gabriel Oliver Capó (PP)         | Bartomeu Cabrer Barbosa (PP)     |
| Treball i Transports                      | Llorenç Oliver Quetglas (PP)       | Llorenç Oliver Quetglas (PP)       | Llorenç Oliver Quetglas (PP)            | Llorenç Oliver Quetglas (PP)     | Llorenç Oliver Quetglas (PP)     | Llorenç Oliver Quetglas (PP)     |                                  |
| Obres Públiques i Ordenació del Territori | Jeroni Saiz Gomila (PP)            | Jeroni Saiz Gomila (PP)            | Jeroni Saiz Gomila (PP)                 | Jeroni Saiz Gomila (PP)          | Jeroni Saiz Gomila (PP)          | Jeroni Saiz Gomila (PP)          | Bartomeu Reus Beltran (PP)       |
| Turisme                                   | Jaume Cladera Cladera (PP)         | Jaume Cladera Cladera (PP)         | Jaume Cladera Cladera (PP)              | Jaume Cladera Cladera (PP)       | Jaume Cladera Cladera (PP)       | Jaume Cladera Cladera (PP)       | Joan Flaquer Riutort (PP)        |

També fou conseller, però sense cartera, Marià Matutes Riera.

## Estructura orgànica
L'estructura orgànica d'aquest tercer govern autonòmic fou la següent:
- Presidència
- Director General de la Presidència: Gabriel Godino Busquets
- Director de l'Institut de Relacions Europees: Fernando Lozano Hernando

- Conselleria Adjunta a la Presidència (fins 18 de juny de 1993)
- Secretaria General Tècnica: Bartolomé Binimelis Berenguer (fins 1 de juliol de 1993)
- Direcció General d'Interior: Sebastià Roig Monserrat / José María Bautista Plaza (des del 3 de juny de 1992)[9]
- Direcció General de Política Autonòmica: Rosa Estaràs Ferragut
  - Reanomenat com a Direcció general de Relacions Institucionals: Rosa Estaràs Ferragut (fins 22 d'abril de 1993)[10]
- Direcció General de Joventut: Virtudes Marí Ferrer (fins 1 de juliol de 1993)

- Conselleria de Governació. (des de 18 de juny de 1993)
- Secretari general tècnic: Antonio Amengual Ribas
- Director General de Joventut, Menors i Família: Juan Pol Pujol

- Conselleria de la Funció Pública.
- Director General de Personal: Melchor Mairata Pons / José Ramón Ahicart Sanjosé (des de 22 d'octubre de 1992)[11]
- Secretari General Tècnic: Joaquin Legaza Cotayna (fins 21 de maig de 1992)[12] / Miquel Moyá Quintero

- Conselleria d'Economia i Hisenda.
- Director General d'Hisenda: José Antonio Pujadas Porquer (fins dia 15 de juliol de 1993) / José Juan Novas Alemany
- Director General d'Economia: Andrés Font Jaume (fins dia 29 de juliol de 1993) / José A. Rosselló Rausell
- Director General de Pressuposts: Jaume Matas i Palou (fins 21 de juny de 1993)
  - Director General de Pressuposts i Planificació: Andrés Font Jaume (des de dia 29 de juliol de 1993)
- Secretari General Tècnic: Bartolomé Reus Beltran (fins 21 de juny de 1993) / Bárbara Barceló Ordinas
- Tresorer General de la Comunitat Autònoma: Joaquín Campuzano Casasayas
- Interventor General de la Comunitat Autònoma: Antonio Rami Alós

- Conselleria de Cultura, Educació i Esports.
- Secretari General Tècnic: Miquel Nadal i Buades (fins 8 d'octubre de 1992)[13] / Alexandre García i Mas (des de 22 d'octubre de 1992 fins 17 de febrer de 1993) / Concepció Sartorio i Acosta[14]
- Director General de Cultura: Jaime Martorell Cerdà / Joan Francesc Romero Valenzuela (des del 25 de març de 1993)
- Director General d'Esports: Ramon Servalls i Batle
- Director General d'Educació: Bartolomé Rotger Amengual (fins 11 de febrer de 1993) / Jaume Casasnovas i Casasnovas

- Conselleria d'Agricultura i Pesca.
- Director General d'Estructures Agràries i Medi Natural: Fernando Garrido Pastor
- Director General de Producció i Indústries Agràries: Jaime Darder Ribot
- Director General de Pesca i Cultius Marins: Miguel Massuti Oliver
- Secretari General Tècnic: Domingo Ferrari Mesquida

- Conselleria de Comerç i Indústria.
- Director General de Comerç: Francesc Truyols Salinas (fins 6 d'abril de 1995)[15]
- Director General d'Indústria: Luis Manuel Morano Ventayol
- Director General de Promoció Industrial: Lucas Tomás Munar
- Secretari General Tècnic: Juan Cánovas Salva

- Conselleria de Sanitat i Seguretat Social.
- Director General de Sanitat: Bartolomé Cabrer Barbosa (fins 21 de juny de 1993) / Ginés Martínez Pina
- Secretari General Tècnic: Antonio Barceló Brusotto (fins 15 de juliol de 1993) / Julio Marco Franco (fins 14 d'abril de 1994) / Sebastián Alemany Font
- Director General de Consum: Francisco Sancho Ripoll (fins 15 de juliol de 1993) / José María Fiol Ramonell (fins 3 de novembre de 1994) / Bartolomé Seguí Prats
- Director General d'Acció Social: Alfonso Ruiz Abellán (fins 15 de juliol de 1993) / Miguel Munar Cardell

- Conselleria de Treball i Transports (fins 18 de juny de 1993)
- Secretària General Tècnica: Francisco Javier Cubero Sánchez (fins l'1 d'octubre de 1992) / Francisco Javier Sastre Arbós (fins 21 de juny de 1993)[16]
- Director General de Transports: Francisco Javier Sastre Arbós (fins l'1 d'octubre de 1992) / Javier Sánchez Rodríguez (fins 30 de setembre de 1993)
  - Passa a dependre de la Conselleria d'Obres Públiques i Ordenació del Territori des del 18 de juny de 1993. Alejandro Lacour Garcia (des de 30 de setembre de 1993)
- Director General de Foment de l'Ocupació i Acció Formativa: Francisco Javier Cubero Sánchez (des de l'1 d'octubre de 1992)
  - Passa a dependre de la Conselleria de Comerç i Indústria des del 18 de juny de 1993

- Conselleria d'Obres Públiques i Ordenació del Territori.
- Director General d'Urbanisme i Vivenda: Gabriel Ramis de Ayreflor y López-Pinto (fins 15 de juliol de 1993)
  - Director General d'Urbanisme, Costes i Vivenda: Mariano Socias Morell
- Director General d'Obres Públiques: Gabriel Le-Senne Blanes
- Director General de Medi Ambient: Catalina Enseñat Enseñat (fins 15 de juliol de 1993)
  - Director general d'Ordenació del Territori i Medi Ambient: Luis Alemany Mir
- Secretari General Tècnic: Bernardo Salvá Alloza

- Conselleria de Turisme
- Secretari General Tècnic: Jaime Mesquida Camps
- Director General d'Ordenació del Turisme: Celestí Alomar Mateu (fins 1 de juliol de 1993) / Bartolomé Sbert Nicolau
- Director General de Promoció del Turisme: Eduard Gamero Mir